# Faculté des sciences de l'organisation de l'université de Belgrade
La faculté des sciences de l'organisation de l'université de Belgrade (en serbe cyrillique : Факултет организационих наука Универзитета у Београду ; en serbe latin : Fakultet organizacionih nauka Univerziteta u Beogradu) est l'une des 31 facultés de l'université de Belgrade, la capitale de la Serbie. Elle a été fondée en 1971. En 2013, son doyen est le professeur Milan Martić.

## Histoire

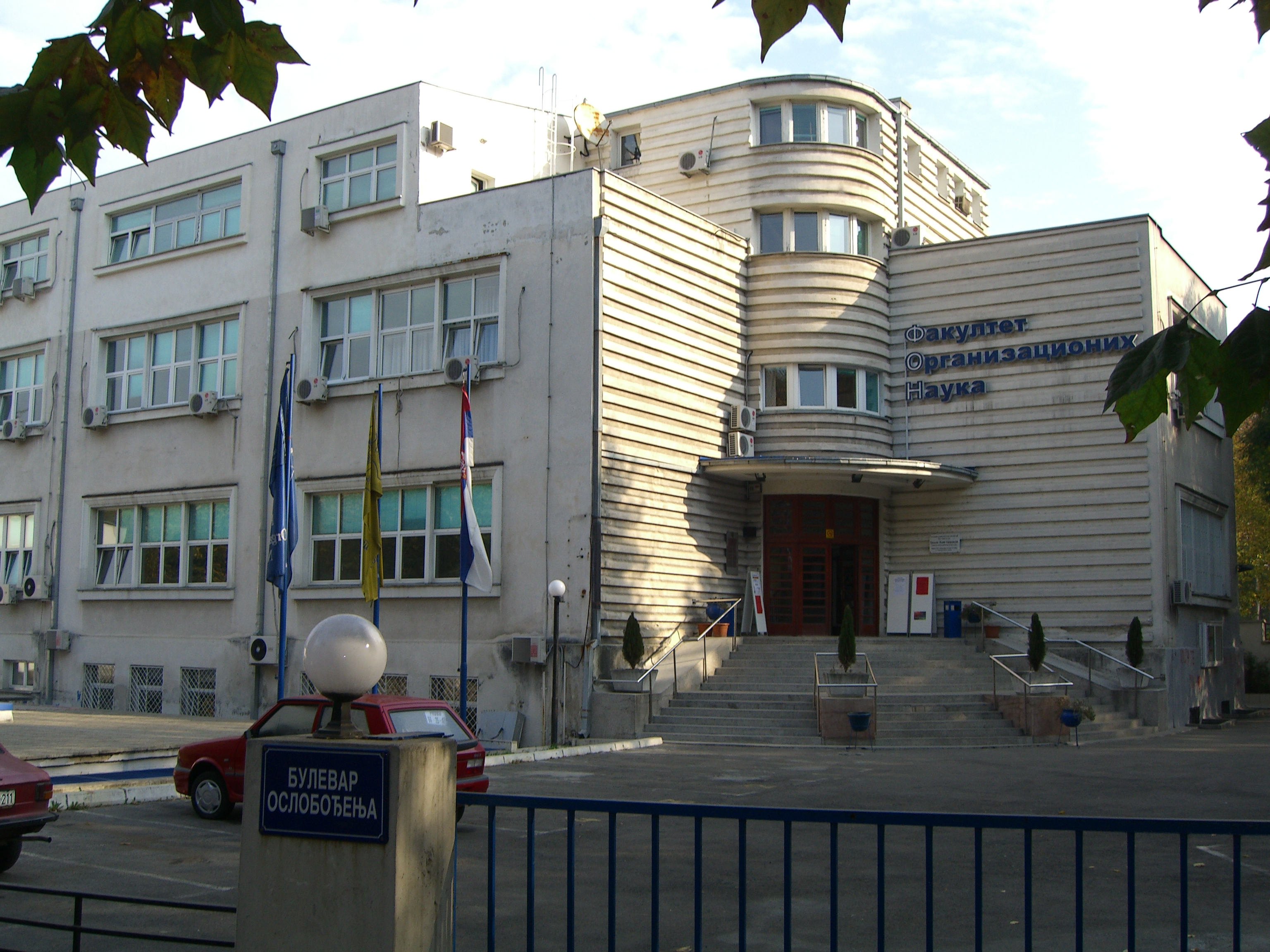
Le bâtiment de la faculté

## Organisation
La faculté est divisée en 17 départements :
- Département d'économie, de planification opérationnelle et de gestion internationale ;
- Département d'e-business et des systèmes de gestion ;
- Département de génie et de gestion industriels ;
- Département des systèmes d'information ;
- Département de technologie de l'information ;
- Département de gestion du marketing et des relations publiques ;
- Département de mathématiques ;
- Département de gestion et de gestion spécialisée ;
- Département de gestion des ressources humaines ;
- Département de la gestion de la technologie, de l'innovation et du développement ;
- Département des opérations de recherche et de statistique ;
- Département d'organisation des systèmes commerciaux ;
- Département de productique et de logistique ;
- Département de génie logiciel ;
- Département de gestion de la qualité ;
- Département de gestion de la production et des services ;
- Département de gestion financière.

## Personnalités
- Dragan Todorović (né en 1953), homme politique, ancien ministre.